# Macrocentrus mellipes
Macrocentrus mellipes är en stekelart som beskrevs av Léon Abel Provancher 1880. Macrocentrus mellipes ingår i släktet Macrocentrus och familjen bracksteklar. Inga underarter finns listade i Catalogue of Life.